# Sofian Kiyine
Sofian Kiyine (in arabo سفيان كيين‎?; Verviers, 2 ottobre 1997) è un calciatore marocchino con cittadinanza belga, centrocampista della Triestina.

## Biografia
Nato in Belgio da padre marocchino e madre italiana, possiede il triplo passaporto.
Il 31 marzo 2023 è rimasto vittima di un incidente stradale a Flematte, vicino a Liegi, che gli ha procurato fratture multiple.

## Caratteristiche tecniche
È un centrocampista duttile che può giocare su entrambe le fasce, come mezzala e trequartista. Può ricoprire all'occorrenza anche il ruolo di terzino e di esterno a tutta fascia. Molto veloce e con discreta tecnica, è abile anche negli inserimenti.

## Carriera

### Club

#### Inizi e Chievo
Proveniente dallo Standard Liegi, nell'estate del 2015 viene tesserato dal Chievo dopo un periodo di prova. Dopo un anno nella Primavera, esordisce in prima squadra il 29 novembre 2016 in Coppa Italia contro il Novara (3-0), sostituendo all'86' Jonathan de Guzmán. Esordisce in Serie A l'8 gennaio 2017, in Chievo-Atalanta 1-4, entrando all'84' al posto di Birsa.

#### Prestito alla Salernitana e ritorno al Chievo
Il 31 agosto, ultimo giorno di calciomercato, viene ceduto in prestito alla Salernitana. Con la squadra campana segna il suo primo goal tra i professionisti il 16 dicembre 2017 nella gara vinta in trasferta per 2-0 (lui ha segnato il goal del definitivo 2-0) a Chiavari contro la Virtus Entella. L'11 marzo 2018 apre al 4' le marcature del derby contro l'Avellino. La partita finisce 2-0.
Nell'estate 2018 fa ritorno al Chievo per fine prestito. Nella stagione 2018/2019 disputa 23 partite con la maglia gialloblù.

#### Lazio e prestiti alla Salernitana e al Venezia
Il 17 luglio 2019, Kiyine viene ufficialmente acquistato dalla Lazio per 750.000 euro, firmando un contratto quadriennale. Il giorno seguente, tuttavia, viene ceduto nuovamente in prestito alla Salernitana (allora club satellite della società biancoceleste), in Serie B, dove ritrova anche il suo ex allenatore Gian Piero Ventura. Nell'estate 2020, il centrocampista torna a Roma, non riuscendo però ad attirare l'attenzione dall'allenatore Simone Inzaghi: perciò, il 28 gennaio 2021 torna per la terza volta in prestito a Salerno, aiutando i granata a raggiungere la promozione in Serie A al termine del campionato cadetto.
Il 30 agosto 2021, Kiyine viene ceduto in prestito al Venezia, altra squadra neopromossa in massima serie, Con i veneti, esordisce il 19 settembre successivo, nella partita casalinga contro lo Spezia, persa per 2-1. L'8 maggio 2022, Kiyine segna il suo primo gol in Serie A, nella vittoria interna per 4-3 sul Bologna.

#### Il ritorno in Belgio
Non rientrando più nei piani societari della Lazio, il 3 settembre 2022 Kiyine fa ritorno in Belgio dopo sette anni, venendo ceduto a titolo definitivo per una cifra di 1 milione e 600.00 euro all’OH Lovanio, con cui firma un contratto quadriennale.
Tuttavia il 26 agosto 2024 rescinde il proprio contratto con due anni d'anticipo.

#### Triestina e Foggia
Rimasto svincolato, il 19 settembre viene tesserato, con un biennale con opzione, dalla Triestina, militante in Serie C.
Il 3 febbraio 2025 passa in prestito al Foggia.

## Statistiche

### Presenze e reti nei club
Statistiche aggiornate al 3 febbraio 2025.
| Stagione           | Squadra            | Campionato         | Campionato | Campionato | Coppe nazionali | Coppe nazionali | Coppe nazionali | Coppe continentali | Coppe continentali | Coppe continentali | Altre coppe | Altre coppe | Altre coppe | Totale | Totale |
| Stagione           | Squadra            | Comp               | Pres       | Reti       | Comp            | Pres            | Reti            | Comp               | Pres               | Reti               | Comp        | Pres        | Reti        | Pres   | Reti   |
| ------------------ | ------------------ | ------------------ | ---------- | ---------- | --------------- | --------------- | --------------- | ------------------ | ------------------ | ------------------ | ----------- | ----------- | ----------- | ------ | ------ |
| 2016-2017          | Chievo             | A                  | 7          | 0          | CI              | 1               | 0               | -                  | -                  | -                  | -           | -           | -           | 8      | 0      |
| 2017-2018          | Salernitana        | B                  | 23         | 2          | CI              | 0               | 0               | -                  | -                  | -                  | -           | -           | -           | 23     | 2      |
| 2018-2019          | Chievo             | A                  | 23         | 0          | CI              | 2               | 0               | -                  | -                  | -                  | -           | -           | -           | 25     | 0      |
| Totale Chievo      | Totale Chievo      | Totale Chievo      | 30         | 0          |                 | 3               | 0               |                    | 0                  | 0                  |             | -           | -           | 33     | 0      |
| 2019-2020          | Salernitana        | B                  | 31         | 10         | CI              | 2               | 1               | -                  | -                  | -                  | -           | -           | -           | 33     | 11     |
| 2020-gen. 2021     | Lazio              | A                  | 0          | 0          | CI              | 0               | 0               | UCL                | 0                  | 0                  | -           | -           | -           | 0      | 0      |
| gen.-giu. 2021     | Salernitana        | B                  | 13         | 0          | CI              | 0               | 0               | -                  | -                  | -                  | -           | -           | -           | 13     | 0      |
| Totale Salernitana | Totale Salernitana | Totale Salernitana | 67         | 12         |                 | 2               | 1               |                    | 0                  | 0                  |             | -           | -           | 69     | 13     |
| 2021-2022          | Venezia            | A                  | 26         | 1          | CI              | 2               | 0               | -                  | -                  | -                  | -           | -           | -           | 28     | 1      |
| 2022-2023          | OH Lovanio         | D1                 | 20         | 2          | CB              | 1               | 0               | -                  | -                  | -                  | -           | -           | -           | 21     | 2      |
| 2023-2024          | OH Lovanio         | D1                 | 7          | 1          | CB              | 1               | 0               | -                  | -                  | -                  | -           | -           | -           | 8      | 1      |
| Totale OH Lovanio  | Totale OH Lovanio  | Totale OH Lovanio  | 27         | 3          |                 | 2               | 0               |                    | -                  | -                  |             | -           | -           | 29     | 3      |
| 2024-feb. 2025     | Triestina          | C                  | 9          | 0          | CI              | 0               | 0               | -                  | -                  | -                  | -           | -           | -           | 9      | 0      |
| feb.-giu. 2025     | Foggia             | C                  | 7+2        | 0          | CI-C            | 0               | 0               | -                  | -                  | -                  | -           | -           | -           | 9      | 0      |
| Totale carriera    | Totale carriera    | Totale carriera    | 166+2      | 16         |                 | 9               | 1               |                    | 0                  | 0                  |             | -           | -           | 177    | 17     |